# Carlos Sánchez (periodista)
Carlos Sánchez Sanz (Madrid, 22 de octubre de 1956) es un periodista, escritor y analista político español especialista en macroeconomía, economía internacional y política laboral y fiscal. Actualmente es el director adjunto de El Confidencial y es colaborador en Hoy por hoy. Ha trabajado en prensa, radio, televisión e internet.

## Trayectoria
Licenciado en Periodismo en la Universidad Complutense de Madrid, se graduó e ingresó en Radio Nacional Española por oposición. 
Comenzó su actividad profesional en 1982 como redactor en Radio Nacional de España. Durante esa etapa siguió de cerca el proceso de adhesión de España a la antigua Comunidad Europea, cubriendo diversas cumbres comunitarias. 
Especializado en cuestiones económicas desde 1984 tras cinco años en RNE, se trasladó como redactor a la revista El Globo. 
En 1989, empezó a trabajar en TVE como redactor especialista en reportajes de índole económica y ese mismo año se trasladó a Telemadrid como redactor jefe de economía, convirtiéndose en miembro del equipo fundador.
Antes de finalizar el año comenzó su etapa como Redactor Jefe de Economía del diario El Mundo, donde estuvo trece años. Siendo uno de los miembros fundadores. En 2001 empezó como Redactor Jefe de Nacional del mismo diario y tras casi dos años, estuvo un breve tiempo como Director de Comunicación del Consejo Económico y Social de España, donde permaneció menos de un año.
En 2003 se trasladó como Redactor jefe al diario económico Expansión. Siendo también responsable del suplemento jurídico del mismo diario. 
En el 2005 se trasladó al diario El Confidencial como Subdirector hasta la actualidad, donde permanece como Director Adjunto.
Ha colaborado en las tertulias de radio de Onda Cero, RNE y La Linterna cuando era dirigido por Juan Pablo Colmenarejo, Buenos Días Madrid en Onda Madrid y el programa de televisión La mañana cuando era dirigido por Marilo Montero en TVE, así como el programa La Hora de la 1.
Actualmente además de ser uno de los columnistas más activos de El Confidencial con su blog MientrasTanto colabora en la tertulia de Hoy por hoy en la Cadena Ser junto a Àngels Barceló.

## Libros
- Capitalismo de Amiguetes (2024)
- Coautor de Estado de Alarma (2020).[2] Responsable de la parte económica.
- Los Nuevos Amos de España (2007).[3]
- Dinero Fresco (2003).
- Coautor de Diccionario Básico Anaya de la Lengua (1982).